# Trøllanes
Trøllanes – wioska na wyspie Kalsoy, na Wyspach Owczych, mająca 15 stałych mieszkańców (I 2005 r.). Kod pocztowy wioski to FO-798.

## Demografia
Według danych Urzędu Statystycznego (I 2015 r.) jest 99. co do wielkości miejscowością Wysp Owczych.